# Iszfahán tartomány
Iszfahán tartomány (perzsául استان اصفهان [Ostân-e Eṣfahân]) Irán 30 tartományának egyike az ország középső részén. A tartomány székhelye Iszfahán. Északon Kom és Szemnán, keleten Jazd, délkeleten Fársz, délnyugaton Kohgiluje és Bujer Ahmad valamint Csahármahál és Bahtijári, nyugaton pedig Huzesztán, Loresztán és Markazi tartomány határolja. Székhelye Iszfahán városa. Területe 107 049 km², lakossága 4 499 327 fő.

## Népesség

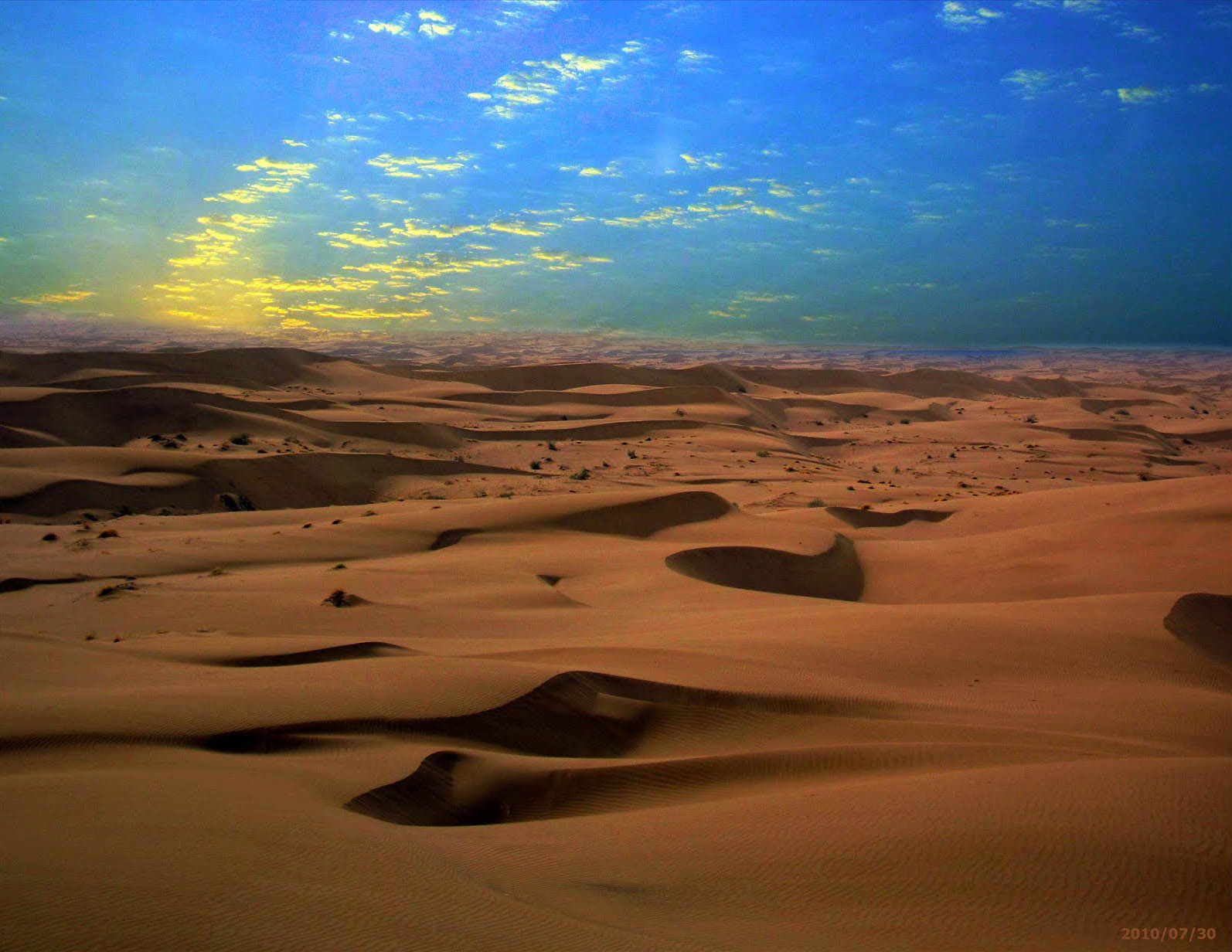
A Marandzsáb-sivatag homokdűnéi a Kavir Nemzeti Parkban

A tartomány népessége az alábbiak szerint alakult:
| Lakosok száma | 4 559 256 | 4 879 312 | 5 120 850 |
|               | 2006      | 2011      | 2016      |

## Közigazgatási beosztás
Iszfahán tartomány 2022. januári állás szerint 28 megyére (sahrasztán) oszlik. Ezek: 
| Iszfahán tartomány megyéinek térképe | - Ardesztán - Árán és Bidgol - Borhár - Buin és Mijándast - Csádegán - Dehágán - Dzsarguje - Falávardzsán - Ferejdan - Ferejdunsahr - Golpájegán - Harand - Hánszár - Homejnisahr - Hur és Bijábának - Iszfahán - Kásán - Kuhpáje - Lendzsán - Mobárake - Nadzsafábád - Nájin - Natanz - Sáhinsahr és Mejme - Sahrezá - Szemirom - Tirán és Karvan - Varzane |

## Fordítás
Ez a szócikk részben vagy egészben  a(z)   استان‌های ایران című perzsa Wikipédia-szócikk ezen változatának fordításán alapul.  Az eredeti cikk szerkesztőit annak laptörténete sorolja fel. Ez a jelzés csupán a megfogalmazás eredetét és a szerzői jogokat jelzi, nem szolgál a cikkben szereplő információk forrásmegjelöléseként.